# خان وكيل
خان وكيل (بالفارسية: کاروانسرای وکیل) هو خان تاريخي يعود إلى عصر القاجاريون، ويقع في كرمان.